# Elecciones legislativas de Argentina de 2015
Las elecciones legislativas de Argentina de 2015 se llevaron a cabo el 25 de octubre de dicho año. A través de estos comicios se renovó poco más de la mitad de los miembros de la Cámara de Diputados de la Nación (130/257) para el período 2015-2019 y un tercio de los miembros (24/72) del Senado nacional para el período 2015-2021.
La cantidad de diputados depende de la población de cada distrito y se eligen por representación proporcional, mientras que los senadores corresponden tres a cada distrito y se eligen asignándole dos a la fuerza con más votos y uno a la que le sigue. En esta ocasión se eligieron la totalidad de los senadores correspondientes a las provincias de Catamarca, Chubut, Córdoba, Corrientes, La Pampa, Mendoza, Santa Fe y Tucumán.
El Frente para la Victoria (oficialista en ese momento) obtuvo la mayor cantidad de diputados (60) y de senadores (12), ganó en 16 de los 24 distritos electorales y preservó una amplia mayoría en la Cámara de Senadores. La alianza Cambiemos -que triunfó en las elecciones presidenciales- creció considerablemente en diputados al ganar 42 bancas que les permitió alcanzar la primera minoría en la Cámara, pero perdió dos senadores, manteniéndose como segunda fuerza en el Senado. La alianza Unidos por una Nueva Alternativa (UNA) ganó un senador -que no tenía- y 15 diputados, consolidándose como la tercera fuerza parlamentaria en la Cámara baja. Progresistas -que hasta entonces era la segunda fuerza nacional- perdió su única banca en el Senado y once de las doce bancas que renovaba en Diputados.
Hubo una alta proporción de voto en blanco, que superó el 8% en veinte de los veinticuatro distritos, llegando a un máximo del 30%.
Previamente se realizaron las Elecciones primarias, abiertas, simultáneas y obligatorias (PASO) para determinar las candidaturas para los cargos nacionales.

## Cargos a elegir
| Provincia              | Cámara de Diputados | Cámara de Diputados | Senado    | Senado    |
| Provincia              | Diputados           | A renovar           | Senadores | A renovar |
| ---------------------- | ------------------- | ------------------- | --------- | --------- |
| Buenos Aires           | 70                  | 35                  | 3         | —         |
| Ciudad de Buenos Aires | 25                  | 12                  | 3         | —         |
| Catamarca              | 5                   | 2                   | 3         | 3         |
| Chaco                  | 7                   | 3                   | 3         | —         |
| Chubut                 | 5                   | 3                   | 3         | 3         |
| Córdoba                | 18                  | 9                   | 3         | 3         |
| Corrientes             | 7                   | 4                   | 3         | 3         |
| Entre Ríos             | 9                   | 4                   | 3         | —         |
| Formosa                | 5                   | 3                   | 3         | —         |
| Jujuy                  | 6                   | 3                   | 3         | —         |
| La Pampa               | 5                   | 2                   | 3         | 3         |
| La Rioja               | 5                   | 3                   | 3         | —         |
| Mendoza                | 10                  | 5                   | 3         | 3         |
| Misiones               | 7                   | 4                   | 3         | —         |
| Neuquén                | 5                   | 2                   | 3         | —         |
| Río Negro              | 5                   | 3                   | 3         | —         |
| Salta                  | 7                   | 4                   | 3         | —         |
| San Juan               | 6                   | 3                   | 3         | —         |
| San Luis               | 5                   | 2                   | 3         | —         |
| Santa Cruz             | 5                   | 2                   | 3         | —         |
| Santa Fe               | 19                  | 10                  | 3         | 3         |
| Santiago del Estero    | 7                   | 4                   | 3         | —         |
| Tierra del Fuego       | 5                   | 3                   | 3         | —         |
| Tucumán                | 9                   | 5                   | 3         | 3         |
| Total                  | 257                 | 130                 | 72        | 24        |

## Situación de los principales bloques legislativos

### Cámara de Diputados
La Cámara de Diputados de la Nación Argentina renovó poco más de la mitad de sus miembros (130/257) por un período de cuatro años, utilizando el sistema D'Hondt (proporcional) en cada uno de los 24 distritos electorales en los que se divide el país.
El Frente para la Victoria ganó las elecciones de diputados, siendo la fuerza más votada en 16 de los 24 distritos y obteniendo 60 diputados. Pero el FpV tenía que renovar 77 bancas, razón por la cual perdió diecisiete. A comienzos de 2016 el bloque FpV sufrió el desprendimiento de 14 diputados que formaron el "bloque Justicialista".
La alianza Cambiemos fue segunda con 42 diputados. Sin embargo el resultado para los tres principales partidos que integran la alianza fue diferente: 
- la Unión Cívica Radical tenía 41 diputados antes de las elecciones y perdió una, dejando de ser la única segunda minoría (compartió ese lugar con el bloque Unión PRO). En marzo de 2016 perdió dos diputados más y pasó a ser tercera minoría, con 38 bancas;
- el PRO tenía 18 bancas y pasó a tener 40, alcanzando a la UCR como segunda minoría. En marzo sumó un diputado más y se convirtió en segunda minoría con exclusividad;[5]
- la Coalición Cívica renovó la banca que ponía en juego y mantuvo los 4 diputados que tenía antes de las elecciones.[5]

La alianza Unidos por una Nueva Alternativa (UNA) salió tercera obteniendo quince diputados. Inicialmente los mismos formaron el bloque Federal Unidos por una Nueva Argentina, pero en marzo se retiraron del mismo seis diputados pertenecientes al Partido Justicialista de Córdoba, incluyendo dos elegidos en 2015, para formar el bloque Unidos por una Nueva Argentina (UNAR).
La alianza Progresistas, que había sido la segunda fuerza nacional en las elecciones de 2011, perdió la mayor parte de sus bancas. El Partido Socialista debía renovar cinco de sus ocho diputados y no logró renovar ninguno. El GEN debía renovar tres de sus cuatro bancas en Diputados y no pudo renovar ninguna. Sólo la diputada Victoria Donda de Libres del Sur pudo renovar su banca. 
La Unidad Popular liderada por Víctor De Gennaro perdió los tres diputados que tenía por no superar el piso del 1,5% necesario para competir.
La alianza Compromiso Federal renovó las dos bancas de diputados que puso en juego, pero en febrero de 2016 uno de esos dos diputados (Poggi) abandonó el bloque y formó un bloque unipersonal.
Cuatro bloques principales reclutaron el 91% (119) de los 130 diputados electos, sumando el 80% (205) de los diputados:
| Cuatro bloques principales                                       | Cuatro bloques principales       | Cuatro bloques principales | Cuatro bloques principales | Cuatro bloques principales | Cuatro bloques principales |
| Bloque                                                           | Fuerza política                  | Bancas a renovar           | Bancas ganadas             | Bloque antes               | Bloque 10/12/2015          |
| ---------------------------------------------------------------- | -------------------------------- | -------------------------- | -------------------------- | -------------------------- | -------------------------- |
| Frente para la Victoria PJ                                       | Frente para la Victoria          | 77                         | 60                         | 118                        | 95                         |
| Unión Cívica Radical                                             | Cambiemos                        | 12                         | 18                         | 41                         | 40                         |
| Unión PRO                                                        | Cambiemos                        | 4                          | 23                         | 18                         | 40                         |
| Federal Unidos por una Nueva Argentina                           | Unidos por una Nueva Alternativa | 5                          | 15                         | 18                         | 30                         |
|                                                                  |                                  |                            | 119                        | 195                        | 205                        |
| Fuente: Telam, Base de datos de la Cámara de Diputados (bloques) |                                  |                            |                            |                            |                            |

Sin embargo en los primeros meses luego de las elecciones, algunos diputados abandonaron sus bloques originarios, modificando las relaciones de poder entre los mismos, quedando en marzo de 2016 con la siguiente composición:
| Cinco bloques principales Marzo de 2016                   | Cinco bloques principales Marzo de 2016 | Cinco bloques principales Marzo de 2016 |
| Bloque                                                    | Fuerza política                         | Bloque 7/03/2016                        |
| --------------------------------------------------------- | --------------------------------------- | --------------------------------------- |
| Frente para la Victoria PJ                                | Frente para la Victoria                 | 81                                      |
| Unión PRO                                                 | Cambiemos                               | 41                                      |
| Unión Cívica Radical                                      | Cambiemos                               | 38                                      |
| Federal Unidos por una Nueva Argentina                    | Unidos por una Nueva Alternativa        | 24                                      |
| Justicialista                                             | Frente para la Victoria                 | 17                                      |
|                                                           |                                         | 201                                     |
| Fuente: Base de datos de la Cámara de Diputados (bloques) |                                         |                                         |

Finalmente, a su vez los bloques mayoritarios han formado interbloques. La composición de los interbloques en marzo de 2016 había quedado conformada del siguiente modo:
| Tres interbloques principales Marzo de 2016                                            | Tres interbloques principales Marzo de 2016 | Tres interbloques principales Marzo de 2016 | Tres interbloques principales Marzo de 2016 |
| Interbloque                                                                            | Fuerza política                             | Bloques | Diputados                                   |
| -------------------------------------------------------------------------------------- | ------------------------------------------- | --- | ------------------------------------------- |
| Cambiemos                                                                              | Cambiemos                                   | Unión PRO Unión Cívica Radical Coalición Cívica F. Cívico y Social Catamarca Partido Conservador Popular Libertad y Democracia Partido Demócrata Progresista                         | 89                                          |
| Frente para la Victoria                                                                | Frente para la Victoria                     | Frente para la Victoria PJ Solidario SI Movimiento Solidario Popular Concertación FORJA                                                                                              | 81                                          |
| Federal Unidos por una Nueva Argentina                                                 | Unidos por una Nueva Alternativa            | Federal Unidos por una Nueva Argentina Unidos por una Nueva Argentina Trabajo y Dignidad Movimiento Popular Neuquino Compromiso con San Juan Unión por Entre Ríos Chubut Somos Todos | 36                                          |
|                                                                                        |                                             | | 210                                         |
| Fuente: Base de datos de la Cámara de Diputados (interbloques); consultada 07/03/2016. |                                             | |                                             |

### Cámara de Senadores
El Frente para la Victoria debía renovar siete senadores y ganó doce, aumentando en seis la mayoría que ya tenía. De este modo alcanzó a conformar un bloque de 39 bancas (antes era de 33), sobre un total de 72 senadores que tiene la Cámara, que le permite controlar el cuórum y poseer la mayoría absoluta.
Cambiemos debía renovar once senadores pero solo pudo obtener la elección de nueve, perdiendo de ese modo dos bancas. A su vez, los miembros elegidos por la alianza Cambiemos se dividieron en tres bloques: UCR (8), Frente PRO (6) y Santa Fe Federal (1). El bloque de la UCR se redujo de trece bancas a ocho, mientras que el bloque Frente PRO aumentó de tres a seis miembros, entre ellos una banca perteneciente al Frente Cívico de Córdoba liderado por Luis Juez.
Las demás fuerzas presentes en el Senado integran bloques de uno o dos senadores, que en total suman dieciocho bancas divididas en quince bloques. El Partido Socialista perdió la única banca que tenía.
| Bloques del Senado                                        | Bloques del Senado      | Bloques del Senado | Bloques del Senado | Bloques del Senado | Bloques del Senado |
| Bloque                                                    | Fuerza política         | Bancas a renovar   | Bancas ganadas     | Bloque antes       | Bloque 10/12/2015  |
| --------------------------------------------------------- | ----------------------- | ------------------ | ------------------ | ------------------ | ------------------ |
| PJ Frente para la Victoria                                | Frente para la Victoria | 7                  | 12                 | 33                 | 39                 |
| Unión Cívica Radical                                      | Cambiemos               | 9                  | 6                  | 13                 | 8                  |
| Unión PRO                                                 | Cambiemos               | 1                  | 3                  | 3                  | 6                  |
| Demás bloques                                             | Varias                  | 9                  | 4                  | 23                 | 19                 |
|                                                           |                         | 24                 | 24                 | 72                 | 72                 |
| Fuente: Base de datos de la Cámara de Senadores (bloques) |                         |                    |                    |                    |                    |

## Voto en blanco
Una de las características de las elecciones de 2015 fue la alta proporción del voto en blanco que en la mayoría de los distritos superó el 10% y en muchos casos tuvo una posición que superó a la cuarta fuerza más votada, llegando en dos casos a ser la segunda fuerza.
| Voto en blanco por distrito (diputados)          | Voto en blanco por distrito (diputados) | Voto en blanco por distrito (diputados) |
| Distrito                                         | % voto en blanco                        | Posición                                |
| ------------------------------------------------ | --------------------------------------- | --------------------------------------- |
| Río Negro                                        | 31,04                                   | 2ª                                      |
| Chubut                                           | 25,19                                   | 3ª                                      |
| La Pampa                                         | 21,24                                   | 3ª                                      |
| Jujuy                                            | 19,79                                   | 3ª                                      |
| Catamarca                                        | 18,59                                   | 3ª                                      |
| Entre Ríos                                       | 15,81                                   | 4ª                                      |
| Misiones                                         | 14,50                                   | 2ª                                      |
| La Rioja                                         | 14,44                                   | 3ª                                      |
| San Luis                                         | 18,67                                   | 3ª                                      |
| Santa Cruz                                       | 16,30                                   | 3ª                                      |
| Tucumán                                          | 16,30                                   | 3ª                                      |
| Tierra del Fuego, Antártida e I.A.S              | 15,01                                   | 4ª                                      |
| San Juan                                         | 13,18                                   | 4ª                                      |
| Corrientes                                       | 11,84                                   | 4ª                                      |
| Neuquén                                          | 11,52                                   | 5ª                                      |
| Formosa                                          | 10,12                                   | 3ª                                      |
| Salta                                            | 9,87                                    | 4ª                                      |
| Santa Fe                                         | 8,40                                    | 5ª                                      |
| Buenos Aires                                     | 8,12                                    | 4ª                                      |
| Santiago del Estero                              | 8,08                                    | 4ª                                      |
| Mendoza                                          | 4,61                                    | 5ª                                      |
| Chaco                                            | 4,10                                    | 4ª                                      |
| Córdoba                                          | 3,15                                    | 4ª                                      |
| Cdad. Buenos Aires                               | 2,24                                    | 7ª                                      |
| Fuente: Datos de la Dirección Nacional Electoral |                                         |                                         |

## Resultados

### Cámara de Diputados
|  | 36,14 % |

|  | 1,46 % |

|  | 37,60 % |

|  | 15,97 % |

|  | 13,03 % |

|  | 1,86 % |

|  | 0,83 % |

|  | 0,79 % |

|  | 0,66 % |

|  | 0,37 % |

|  | 0,35 % |

|  | 0,33 % |

|  | 0,30 % |

|  | 0,20 % |

|  | 0,06 % |

|  | 34,75 % |

|  | 13,59 % |

|  | 1,93 % |

|  | 0,58 % |

|  | 0,45 % |

|  | 0,43 % |

|  | 0,26 % |

|  | 0,19 % |

|  | 0,09 % |

|  | 0,08 % |

|  | 0,06 % |

|  | 17,65 % |

|  | 3,88 % |

|  | 0,34 % |

|  | 4,22 % |

|  | 2,44 % |

|  | 0,89 % |

|  | 0,06 % |

|  | 0,04 % |

|  | 0,02 % |

|  | 3,45 % |

|  | 0,75 % |

|  | 0,43 % |

|  | 1,18 % |

|  | 0,37 % |

|  | 0,29 % |

|  | 0,24 % |

|  | 0,13 % |

|  | 0,03 % |

|  | 0,02 % |

|  | 0,02 % |

|  | 0,02 % |

|  | 0,01 % |

|  | 0,01 % |

|  | 0,01 % |

|  | 89,96 % |

|  | 9,33 % |

|  | 0,71 % |

|  | 80,82 % |

|  | 100 % |

## Resultados por distrito

### Cámara de Diputados
|  | 37,28 % |

|  | 33,75 % |

|  | 20,98 % |

|  | 4,46 % |

|  | 3,53 % |

|  | 91,34 % |

|  | 8,12 % |

|  | 0,54 % |

|  | 82,78 % |

|  | 100 % |

|  | 45,80 % |

|  | 22,37 % |

|  | 14,33 % |

|  | 8,53 % |

|  | 5,48 % |

|  | 3,49 % |

|  | 97,17 % |

|  | 2,24 % |

|  | 0,59 % |

|  | 78,33 % |

|  | 100 % |

|  | 50,49 % |

|  | 40,20 % |

|  | 9,31 % |

|  | 81,15 % |

|  | 18,59 % |

|  | 0,26 % |

|  | 80,76 % |

|  | 100 % |

|  | 53,75 % |

|  | 28,11 % |

|  | 14,46 % |

|  | 2,00 % |

|  | 1,23 % |

|  | 0,45 % |

|  | 95,48 % |

|  | 4,10 % |

|  | 0,42 % |

|  | 77,28 % |

|  | 100 % |

|  | 42,44 % |

|  | 35,17 % |

|  | 18,99 % |

|  | 3,41 % |

|  | 73,32 % |

|  | 25,19 % |

|  | 1,49 % |

|  | 79,77 % |

|  | 100 % |

|  | 49,83 % |

|  | 21,12 % |

|  | 18,10 % |

|  | 5,66 % |

|  | 3,04 % |

|  | 2,25 % |

|  | 96,06 % |

|  | 3,15 % |

|  | 0,79 % |

|  | 79,40 % |

|  | 100 % |

|  | 51,97 % |

|  | 32,69 % |

|  | 15,34 % |

|  | 87,73 % |

|  | 11,84 % |

|  | 0,42 % |

|  | 79,05 % |

|  | 100 % |

|  | 42,30 % |

|  | 41,11 % |

|  | 16,59 % |

|  | 83,60 % |

|  | 15,81 % |

|  | 0,60 % |

|  | 84,63 % |

|  | 100 % |

|  | 72,79 % |

|  | 27,21 % |

|  | 89,21 % |

|  | 10,12 % |

|  | 0,67 % |

|  | 80,18 % |

|  | 100 % |

|  | 56,90 % |

|  | 37,75 % |

|  | 5,35 % |

|  | 79,46 % |

|  | 19,79 % |

|  | 0,75 % |

|  | 84,34 % |

|  | 100 % |

|  | 46,11 % |

|  | 39,64 % |

|  | 11,93 % |

|  | 2,33 % |

|  | 78,01 % |

|  | 21,24 % |

|  | 0,75 % |

|  | 82,02 % |

|  | 100 % |

|  | 51,29 % |

|  | 41,46 % |

|  | 4,64 % |

|  | 2,61 % |

|  | 84,78 % |

|  | 14,44 % |

|  | 0,77 % |

|  | 77,68 % |

|  | 100 % |

|  | 41,22 % |

|  | 29,9 % |

|  | 12,88 % |

|  | 11,76 % |

|  | 4,18 % |

|  | 94,18 % |

|  | 4,61 % |

|  | 1,20 % |

|  | 81,85 % |

|  | 100 % |

|  | 65,98 % |

|  | 12,28 % |

|  | 8,96 % |

|  | 7,42 % |

|  | 5,17 % |

|  | 0,19 % |

|  | 84,88 % |

|  | 14,50 % |

|  | 0,62 % |

|  | 82,33 % |

|  | 100 % |

|  | 28,67 % |

|  | 25,11 % |

|  | 18,01 % |

|  | 16,59 % |

|  | 8,26 % |

|  | 3,35 % |

|  | 86,55 % |

|  | 11,52 % |

|  | 1,93 % |

|  | 83,36 % |

|  | 100 % |

|  | 57,74 % |

|  | 30,38 % |

|  | 6,56 % |

|  | 5,33 % |

|  | 67,84 % |

|  | 31,04 % |

|  | 1,12 % |

|  | 80,49 % |

|  | 100 % |

|  | 41,78 % |

|  | 28,09 % |

|  | 23,60 % |

|  | 6,54 % |

|  | 89,63 % |

|  | 9,87 % |

|  | 0,50 % |

|  | 76,46 % |

|  | 100 % |

|  | 55,40 % |

|  | 27,22 % |

|  | 15,46 % |

|  | 1,92 % |

|  | 86,07 % |

|  | 13,18 % |

|  | 0,75 % |

|  | 83,73 % |

|  | 100 % |

|  | 63,46 % |

|  | 22,89 % |

|  | 13,65 % |

|  | 80,39 % |

|  | 18,67 % |

|  | 0,95 % |

|  | 82,63 % |

|  | 100 % |

|  | 48,19 % |

|  | 46,30 % |

|  | 4,51 % |

|  | 82,68 % |

|  | 16,30 % |

|  | 1,01 % |

|  | 77,59 % |

|  | 100 % |

|  | 31,46 % |

|  | 30,47 % |

|  | 21,97 % |

|  | 11,00 % |

|  | 3,82 % |

|  | 1,28 % |

|  | 90,39 % |

|  | 8,40 % |

|  | 1,21 % |

|  | 77,87 % |

|  | 100 % |

|  | 65,67 % |

|  | 19,17 % |

|  | 15,16 % |

|  | 91,53 % |

|  | 8,08 % |

|  | 0,39 % |

|  | 81,15 % |

|  | 100 % |

|  | 42,01 % |

|  | 18,61 % |

|  | 17,86 % |

|  | 7,17 % |

|  | 6,03 % |

|  | 4,71 % |

|  | 3,62 % |

|  | 81,97 % |

|  | 15,01 % |

|  | 3,02 % |

|  | 75,08 % |

|  | 100 % |

|  | 51,22 % |

|  | 33,28 % |

|  | 12,31 % |

|  | 3,19 % |

|  | 83,10 % |

|  | 16,30 % |

|  | 0,60 % |

|  | 82,80 % |

|  | 100 % |

1. ↑  Suspendido a partir del 25 de octubre de 2017.
2. ↑  Falleció el 17 de mayo de 2018, lo reemplaza Fernando Rodrigo Asencio el 23 de mayo de 2018.
3. ↑  Renunció el 10 de junio de 2017, lo reemplaza Nathalia González Seligra el 21 de junio de 2017. Nathalia González Seligra renunció el 10 de marzo de 2019, la reemplaza Mónica Schlotthauer el 4 de abril de 2019.
4. ↑  Nunca asumió, la reemplaza Anabella Ruth Hers Cabral el 10 de diciembre de 2015. Anabella Ruth Hers Cabral renunció el 12 de diciembre de 2018, la reemplaza Alejandra Alcira Caballero el 26 de junio de 2019.
5. ↑  Falleció el 12 de diciembre de 2016, lo reemplaza Orieta Cecilia Vera González el 22 de diciembre de 2016.
6. ↑  Nunca asumió, lo reemplaza Juan Fernando Brügge el 1 de marzo de 2016.
7. ↑  Renunció el 9 de diciembre de 2017, lo reemplaza María Carolina Moisés el 18 de diciembre de 2017.
8. ↑  Asesinado el 12 de mayo de 2019, lo reemplaza José Luis Moretti el 15 de mayo de 2019.
9. ↑  Renunció el 30 de abril de 2018, lo reemplaza Sebastián Bragagnolo el 9 de mayo de 2018.
10. ↑  Nunca asumió, lo reemplaza Stella Maris Huczak el 1 de marzo de 2016.
11. ↑  Renunció el 9 de diciembre de 2017, lo reemplaza Verónica Derna el 18 de diciembre de 2017.
12. ↑  Falleció el 26 de mayo de 2016, lo reemplaza María Florencia Peñaloza Marianetti el 1 de junio de 2016.
13. ↑  Renunció el 9 de diciembre de 2017, lo reemplaza Andrés Alberto Vallone el 18 de diciembre de 2017.
14. ↑  Falleció el 27 de febrero de 2018, lo reemplaza Nadia Lorena Ricci el 14 de marzo de 2018.
15. ↑  Renunció el 7 de diciembre de 2017, la reemplaza Astrid Carolina Andrea Hummel el 18 de diciembre de 2017.
16. ↑  Renunció el 8 de noviembre de 2017, lo reemplaza Estela Mary Neder el 22 de noviembre de 2017.
17. ↑  Nunca asumió, lo reemplaza Mariana Elizabet Morales el 10 de diciembre de 2015.
18. ↑  Renunció el 30 de octubre de 2019, no fue reemplazado.

### Senado
- Catamarca
- Chubut
- Córdoba
- Corrientes
- La Pampa
- Mendoza
- Santa Fe
- Tucumán

|  | 50,65 % |

|  | 39,89 % |

|  | 9,46 % |

|  | 81,34 % |

|  | 18,40 % |

|  | 0,26 % |

|  | 80,76 % |

|  | 100 % |

|  | 42,51 % |

|  | 34,96 % |

|  | 19,11 % |

|  | 3,42 % |

|  | 73,46 % |

|  | 24,99 % |

|  | 1,55 % |

|  | 79,77 % |

|  | 100 % |

|  | 50,23 % |

|  | 21,11 % |

|  | 18,27 % |

|  | 5,20 % |

|  | 2,95 % |

|  | 2,24 % |

|  | 96,00 % |

|  | 3,22 % |

|  | 0,78 % |

|  | 79,40 % |

|  | 100 % |

|  | 53,01 % |

|  | 32,67 % |

|  | 14,32 % |

|  | 89,02 % |

|  | 10,55 % |

|  | 0,43 % |

|  | 79,05 % |

|  | 100 % |

|  | 45,85 % |

|  | 39,58 % |

|  | 12,16 % |

|  | 2,42 % |

|  | 78,48 % |

|  | 20,76 % |

|  | 0,77 % |

|  | 82,02 % |

|  | 100 % |

|  | 42,87 % |

|  | 30,53 % |

|  | 12,72 % |

|  | 9,71 % |

|  | 4,17 % |

|  | 94,50 % |

|  | 4,32 % |

|  | 1,19 % |

|  | 81,85 % |

|  | 100 % |

|  | 32,00 % |

|  | 29,61 % |

|  | 20,72 % |

|  | 12,95 % |

|  | 3,47 % |

|  | 1,24 % |

|  | 91,93 % |

|  | 6,73 % |

|  | 1,35 % |

|  | 77,87 % |

|  | 100 % |

|  | 50,18 % |

|  | 35,00 % |

|  | 11,80 % |

|  | 2,66 % |

|  | 86,95 % |

|  | 12,40 % |

|  | 0,65 % |

|  | 82,80 % |

|  | 100 % |

1. ↑  Renunció el 9 de diciembre de 2019, lo reemplaza Roberto Mirabella el 10 de diciembre de 2019.
2. ↑  Falleció el 7 de julio de 2021, lo reemplaza Alejandra Vucasovich el 15 de julio de 2021.